# Agência Regional para o Desenvolvimento da Investigação, Tecnologia e Inovação
A Agência Regional para o Desenvolvimento da Investigação, Tecnologia e Inovação, conhecida como ARDITI localizada na cidade do Funchal, na Região Autónoma da Madeira (RAM) é uma associação de natureza privada, sem fins lucrativos que resulta da alteração dos estatutos, em 8 de Fevereiro de 2013, da associação denominada CITMA - Centro de Ciência e Tecnologia da Madeira, constituída por escritura pública em 22 de setembro de 1993. Tem como associados fundadores o Governo Regional da Madeira e a Universidade da Madeira.

A 14 de maio de 2013 foi publicado o Decreto Legislativo Regional nº 16/2013/M, que aprova o regime jurídico do Sistema Regional para o Desenvolvimento da Investigação, Tecnologia e Inovação - SRDITI.
O diploma identifica, sistematiza e define os indivíduos e as entidades que integram o SRDITI, designadamente o pessoal de Investigação e Desenvolvimento (I&D), as unidades científicas de I&D e as unidades tecnológicas de Investigação, Desenvolvimento e Inovação (IDT&I).
Propõe uma reorganização das instituições existentes com o objetivo de promover uma melhor articulação e orientação estratégica dos recursos com vista a acelerar o processo de convergência da Região nos principais indicadores de ciência e tecnologia com vista ao horizonte de 2020.
A designação da ARDITI como entidade coordenadora do SRDITI insere-se na profunda reorganização e reestruturação dos organismos existentes com responsabilidade neste domínio, numa estrutura orientada para prioridades estratégicas com potencial impacto económico a prazo, assegurando-se uma racionalidade dos recursos físicos e humanos existentes.